# الکساندر سینکلایر
الکساندر سینکلایر (انگلیسی: Alexander Sinclair; ۲۸ ژوئن ۱۹۱۱ – ۲ اکتبر ۲۰۰۲) بازیکن هاکی روی یخ اهل کانادا بود.